# Nathaniel Coleman

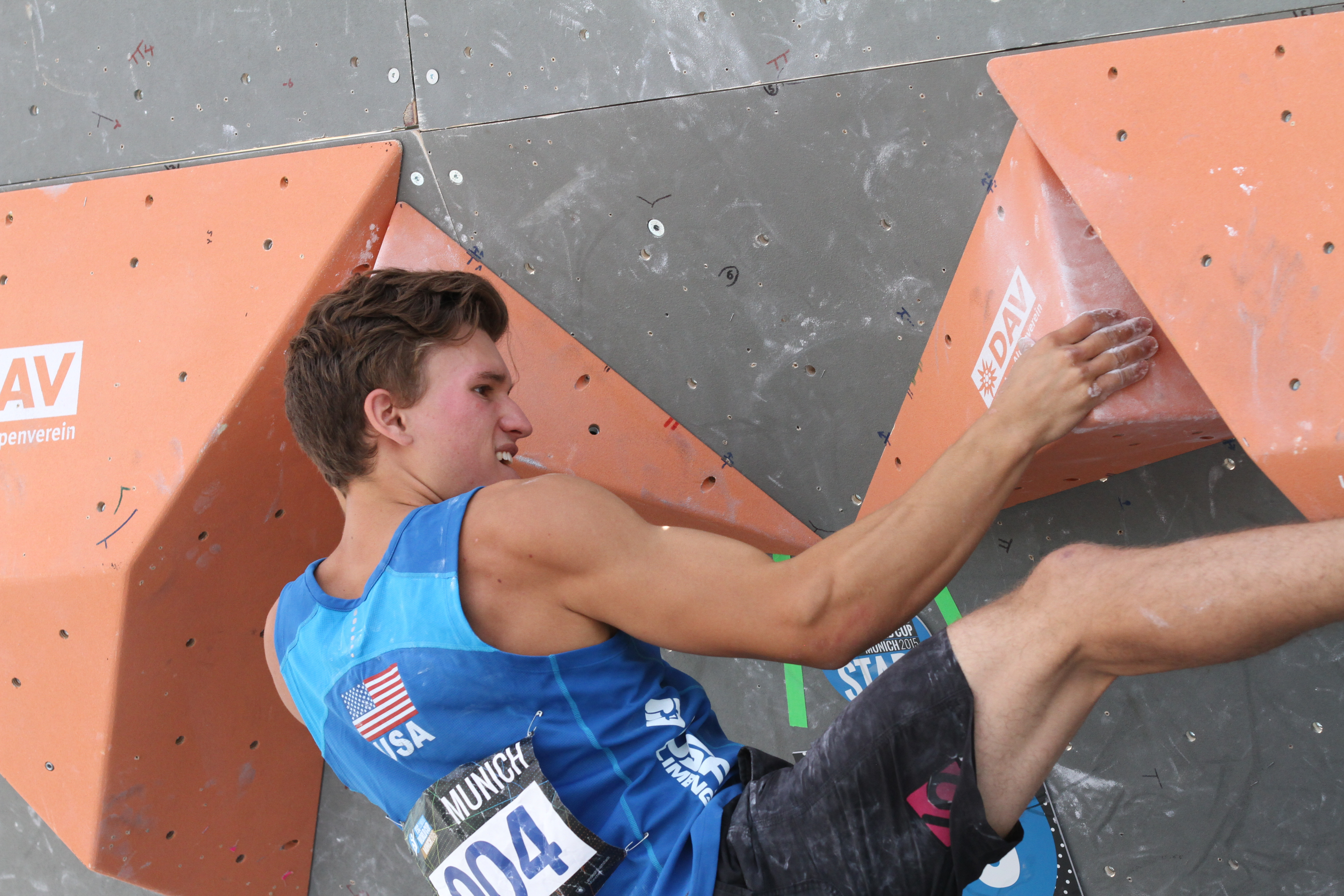
PŚ 2015 Monachium. Bouldering Nathaniela Colemana w okapie.

Nathaniel Coleman (ur. 1 stycznia 1997 w Murray w stanie Utah) – amerykański wspinacz sportowy. Specjalizuje się boulderingu oraz we wspinaczce łącznej. Wicemistrz olimpijski z Tokio z 2021

## Kariera sportowa
Akademicki wicemistrz świata z 2018 roku w boulderingu jest studentem Uniwersytetu Utah.
W 2019 roku w Tuluzie na światowych kwalifikacjach do igrzysk olimpijskich wywalczył kwalifikacje na IO 2020 w Tokio.

## Osiągnięcia

### Mistrzostwa świata
| Konkurencje       | 2018 | 2019 |
| Bouldering        | 27   | 17   |
| Prowadzenie       | —    | 30   |
| Wspinaczka łączna | —    | 12   |

### Akademickie mistrzostwa świata
| Konkurencje | 2016 |
| Bouldering  | 2    |